# Olympische Sommerspiele 1936/Gewichtheben – Mittelgewicht (Männer)
Das Gewichtheben im Mittelgewicht bei den Olympischen Sommerspielen 1936 in Berlin wurde am 5. August in der Deutschlandhalle ausgetragen.

## Wettkampfformat
Die Athleten traten im sogenannten Dreikampf gegeneinander an. Dieser bestand aus den Disziplinen Drücken, Reißen und Stoßen. Jeder Athlet hatte für jede der drei Disziplinen drei Versuche, der beste Versuch einer jeden Disziplin wurde gewertet und mit den anderen addiert. Sieger war der Athlet, welcher hieraus das meiste Gesamtgewicht vorweisen konnte.

## Neue Rekorde
Während des Wettkampfs wurden zwei neue Weltrekorde und zwei neue olympische Rekorde aufgestellt.
| Weltrekord         | Drücken   | Khadr El Touni ( Ägypten) | 117,5 kg |
| Weltrekord         | Reißen    | Khadr El Touni ( Ägypten) | 120,0 kg |
| Olympischer Rekord | Stoßen    | Khadr El Touni ( Ägypten) | 150,0 kg |
| Olympischer Rekord | Dreikampf | Khadr El Touni ( Ägypten) | 387,5 kg |

## Ergebnisse
| Rang | Athlet             | Nation             | Drücken (kg) | Drücken (kg) | Drücken (kg) | Drücken (kg) | Reißen (kg) | Reißen (kg) | Reißen (kg) | Reißen (kg) | Stoßen (kg) | Stoßen (kg) | Stoßen (kg) | Stoßen (kg) | Gesamt (kg) |
| Rang | Athlet             | Nation             | 1            | 2            | 3            | Erg.         | 1           | 2           | 3           | Erg.        | 1           | 2           | 3           | Erg.        | Gesamt (kg) |
| ---- | ------------------ | ------------------ | ------------ | ------------ | ------------ | ------------ | ----------- | ----------- | ----------- | ----------- | ----------- | ----------- | ----------- | ----------- | ----------- |
| 1    | Khadr El Touni     | Ägypten            | 107,5        | 115,0        | 117,5        | 117,5 WR     | 107,5       | 115,0       | 120,0       | 120,0 WR    | 140,0       | 150,0       | 155,0       | 150,0 OR    | 387,5 OR    |
| 2    | Rudolf Ismayr      | Deutsches Reich    | 102,5        | 107,5        | 110,0        | 107,5        | 102,5       | 110,0       | 110,0       | 102,5       | 135,0       | 140,0       | 142,5       | 142,5       | 352,5       |
| 3    | Adolf Wagner       | Deutsches Reich    | 97,5         | 105,0        | 105,0        | 97,5         | 105,0       | 110,0       | 112,5       | 112,5       | 135,0       | 140,0       | 142,5       | 142,5       | 352,5       |
| 4    | Anton Hangel       | Österreich         | 90,0         | 95,0         | 97,5         | 95,0         | 105,0       | 110,0       | 110,0       | 110,0       | 130,0       | 137,5       | 140,0       | 137,5       | 342,5       |
| 5    | Stanley Kratkowski | Vereinigte Staaten | 90,0         | 95,0         | 97,5         | 95,0         | 102,5       | 102,5       | 107,5       | 107,5       | 135,0       | 140,0       | 140,0       | 135,0       | 337,5       |
| 6    | Hans Valla         | Österreich         | 97,5         | 102,5        | 105,0        | 102,5        | 97,5        | 102,5       | 105,0       | 102,5       | 130,0       | 135,0       | 140,0       | 130,0       | 335,0       |
| 7    | Carlo Galimberti   | Königreich Italien | 100,0        | 105,0        | 105,0        | 100,0        | 97,5        | 102,5       | 105,0       | 102,5       | 130,0       | 132,5       | -           | 130,0       | 332,5       |
| 8    | Pierre Alleene     | Frankreich         | 85,0         | 90,0         | 92,5         | 90,0         | 100,0       | 105,0       | 107,5       | 105,0       | 130,0       | 135,0       | 137,5       | 135,0       | 330,0       |
| 9    | Stefan Lindeberg   | Schweden           | 85,0         | 90,0         | 92,5         | 90,0         | 95,0        | 102,5       | 110         | 102,5       | 130,0       | 135,0       | 135,0       | 135,0       | 327,5       |
| 10   | Josef Hantych      | Tschechoslowakei   | 80,0         | 85,0         | 87,5         | 85,0         | 97,5        | 105,0       | 107,5       | 107,5       | 125,0       | 130,0       | 135,0       | 135,0       | 327,5       |
| 11   | Régis Lepreux      | Frankreich         | 90,0         | 90,0         | 90,0         | 90,0         | 95,0        | 100,0       | 105,0       | 100,0       | 120,0       | 125,0       | 130,0       | 125,0       | 315,0       |
| 12   | Harold Laurance    | Großbritannien     | 82,5         | 87,5         | 90,0         | 90,0         | 90,0        | 95,0        | 97,5        | 95,0        | 122,5       | 130,0       | 130,0       | 130,0       | 315,0       |
| 13   | Albert Aeschmann   | Schweiz            | 90,0         | 95,0         | 97,5         | 95,0         | 90,0        | 95,0        | 97,5        | 95,0        | 120,0       | 125,0       | 130,0       | 125,0       | 315,0       |
| 14   | Walter Good        | Vereinigte Staaten | 90,0         | 95,0         | 97,5         | 95,0         | 95,0        | 95,0        | 100,0       | 95,0        | 125,0       | 130,0       | 130,0       | 125,0       | 315,0       |
| 15   | Zaw Weik           | Indien             | 82,5         | 87,5         | 90,0         | 87,5         | 95,0        | 95,0        | 100,0       | 95,0        | 122,5       | 130,0       | 130,0       | 122,5       | 310,0       |
| 16   | Gyula Csinger      | Ungarn             | 85,0         | 85,0         | -            | 85,0         | 85,0        | -           | -           | 85,0        | 115,0       | 120,0       | 120,0       | 120,0       | 290,0       |